# Teofilândia
Teofilândia là một đô thị thuộc bang Bahia, Brasil. Đô thị này có diện tích 317,982 km², dân số năm 2007 là 19602 người, mật độ 61,6 người/km².